# رالف شابيرو
رالف شابيرو هو سياسي أمريكي، ولد في 27 نوفمبر 1908، وتوفي في 8 أبريل 1974. نشط حزبياً في الحزب الديمقراطي. وقد انتخب عضو جمعية ولاية نيويورك ‏.